# Mark Mancina
 (juillet 2020).
Si vous disposez d'ouvrages ou d'articles de référence ou si vous connaissez des sites web de qualité traitant du thème abordé ici, merci de compléter l'article en donnant les références utiles à sa vérifiabilité et en les liant à la section « Notes et références ».
Mark Mancina est un pianiste et claviériste américain, compositeur de musiques de films, né le 9 mars 1957 à Santa Monica, en Californie. Il a travaillé au studio Media Ventures. Il a aussi collaboré avec Phil Collins (sur la musique des films Tarzan et Frère des ours), il a travaillé avec le groupe Yes (il a produit certaines chansons de leur album Union) et Emerson, Lake & Palmer (il a produit quelques chansons de l'album Black Moon et il en a aussi écrit une toujours pour ce disque Burning Bridges), entre autres.

## Biographie
Né à Santa Monica, il joue du piano dès l’âge de cinq ans avant de pratiquer la guitare. Il monte son propre groupe rock vers l’âge de quinze ans, suit des études de musique classique à la Cal State Fullerton et au Golden West College et commence à se produire au Newport Beach Rock Club, où le musicien et producteur Trevor Rabin le découvre. Après avoir collaboré à plusieurs chansons de celui-ci, il travaillera notamment avec Hans Zimmer, Billy Idol, Emerson, Lake & Palmer, Anderson Bruford Wakeman Howe, Yes et Prince. Il a aussi travaillé avec Phil Collins sur les B O des films Tarzan et Brother Bear.
Mark Mancina a été couronné trois fois aux Grammy Award : en 1994, comme arrangeur/producteur des chansons du Roi Lion (The Lion King) (1994) de Roger Allers ; en 1998, en tant que producteur de l’album de la version scénique de ce film, qui triompha durant de longs mois à Broadway et lui valut une citation au Tony de la meilleure musique originale ; en 1999, pour la musique du dessin animé Disney de Kevin Lima et Chris Buck Tarzan (1999). Également primé à l’American Music Award pour sa contribution au Roi Lion, il a arrangé, produit et cosigné trois des pistes de l’album Rhythm of the Pride Lands, inspiré du Roi Lion, dont He Lives in You et Shadowland, qui figuraient dans la version théâtrale de The Lion King.
Mark Mancina compte parmi ses principales musiques de films : Training Day (2001) d'Antoine Fuqua, L'Intrus (Domestic Disturbance) (2001) d'Harold Becker, Speed (1994), Twister (1996) et Speed 2 : Cap sur le danger (Speed 2: Cruise Control) (1997) de Jan de Bont, Les Ailes de l'enfer (Con Air) (1997) de Simon West avec Trevor Rabin, Bad Boys (1995) de Michael Bay, Assassins (1995) de Richard Donner, True Romance (1993) de Tony Scott (en collaboration avec Hans Zimmer), Fair Game (1994) d'Andrew Sipes, Moll Flanders, ou les mémoires d'une courtisane (Moll Flanders) (1996) de Pen Densham, Mon ami Dodger (Monkey Trouble) (1994) de Franco Amurri, Loin du paradis (Return to Paradise) (1998) et Money Train (1995) de Joseph Ruben, et parmi ses titres récents Asylum (2004) de David Mackenzie, The Reckoning (2001) de Paul McGuigan, Le Manoir hanté et les 999 Fantômes (The Haunted Mansion) (2003) de Rob Minkoff et le dessin animé Nos voisins, les hommes (Over The Hedge) (2005).
Il a également arrangé et produit certains morceaux musicaux de Jours de tonnerre (Days of Thunder) (1990) de Tony Scott et I'll Do Anything de James L. Brooks et collaboré à des diverses productions TV, dont la mini-série De la Terre à la Lune (From the Earth to the Moon) (1999) et les séries Esprits criminels (Criminal Minds) (2005), Poltergeist : Les Aventuriers du surnaturel (Poltergeist: The Legacy) (1996) et Millennium.
Mancina a contribué à un certain nombre de projets de rock progressif. Il a tourné avec Trevor Rabin pour soutenir son album solo Can't Look Away et a produit des morceaux sur l'album Union de Yes en 1991. Il a aussi travaillé avec Emerson, Lake & Palmer, alors qu'il coproduisait leur album de 1992, Black Moon, et il a également écrit une chanson Burning Bridges sur ce disque.

## Filmographie

### Cinéma

#### Années 1980
- 1987 : Mankillers de David A. Prior
- 1987 : Code Name Vengeance de David Winters
- 1988 : Night Wars de David A. Prior
- 1988 : Death Chase de David A. Prior
- 1988 : Rage to Kill de David Winters
- 1988 : Space Munity de David Winters
- 1989 : Hell on the Battleground de David A. Prior
- 1989 : Born Killer de Kimberley Casey
- 1989 : Future Force de David A. Prior

#### Années 1990
- 1990 : Crossing the Line de Gary Graver
- 1991 : The Lost Platoon de David A. Prior
- 1991 : La mort en dédicace (Where Sleeping Dogs Lie) de Charles Finch (collaboration avec Hans Zimmer)
- 1993 : Taking Liberty de Stuart Gillard
- 1994 : Mon ami Dodger (Monkey Trouble) de Franco Amurri
- 1994 : Speed de Jan de Bont
- 1995 : Le Maître des lieux (Man of the House) de James Orr
- 1995 : Man of the House de James Orr
- 1995 : Bad Boys de Michael Bay
- 1995 : Assassins de Richard Donner
- 1995 : Fair Game d'Andrew Sipes
- 1995 : Money Train de Joseph Ruben
- 1995 : Born Wild de Philippe Blot
- 1996 : Twister de Jan de Bont
- 1996 : Moll Flanders, ou les mémoires d'une courtisane (Moll Flanders) de Pen Densham
- 1997 : Les Ailes de l'enfer (Con Air) de Simon West (collaboration avec Trevor Rabin)
- 1997 : Speed 2 : Cap sur le danger (Speed 2: Cruise Control) de Jan de Bont
- 1998 : Loin du paradis (Return to Paradise) de Joseph Ruben
- 1999 : Tarzan de Chris Buck (collaboration avec Phil Collins)

#### Années 2000
- 2000 : Auggie Rose de Matthew Tabak (collaboration avec Don Harper)
- 2000 : Piégé (Bait) d'Antoine Fuqua
- 2001 : Training Day d'Antoine Fuqua
- 2001 : L'Intrus (Domestic Disturbance) d'Harold Becker
- 2003 : The Reckoning de Paul McGuigan
- 2003 : Frère des ours (Brother Bear) d'Aaron Blaise (collaboration avec Phil Collins)
- 2003 : Le Manoir hanté et les 999 Fantômes (The Haunted Mansion) de Rob Minkoff
- 2005 : Asylum de David Mackenzie
- 2005 : Tarzan 2: L'enfance d'un héros (Tarzan II: The Legend Begin) de Brian Smith (vidéo)
- 2007 : Shooter, tireur d'élite (Shooter) d'Antoine Fuqua
- 2007 : August Rush de Kirsten Sheridan
- 2008 : Camille de Gregory Mackenzie
- 2009 : Dans ses rêves (Imagine That) de Karey Kirkpatrick
- 2009 : Hurricane Season de Tim Story

#### Années 2010
- 2011 : The Templar Code de Daniel Kult et Austin Anthofer
- 2013 : Penthouse North de Joseph Ruben
- 2013 : Planes de Klay Hall
- 2014 : Planes 2 (Planes: Fire & Rescue) de Bobs Gannaway
- 2016 : Vaiana : La Légende du bout du monde (Moana) de Ron Clements et John Musker

#### Années 2020
- 2021 : Cry Macho de Clint Eastwood
- 2022 : Le Monstre des mers (The Sea Beast) de Chris Williams

### Télévision

#### Séries télévisées
- 1992 : Millennium: Tribal Wisdom and the Modern World de Vic Sarin
- 1994 : Space Rangers (en) de Pen Densham
- 1995 : Au-delà du réel : L'aventure continue (The Outer Limits) (musique de John Van Tongeren) (thème principal)
- 1996 : Poltergeist : Les Aventuriers du surnaturel (Poltergeist: The Legacy) de Richard Barton
- 1997 : Spécial OPS Force de Dan Gordon (en) (co-compositeur avec Lee Curreri)
- 1998 : De la Terre à la Lune (From the Earth to the Moon) de Andrew Chaikin
- 1999 : The Strip de D. J. Caruso
- 2005 : Blood+ de Junichi Fujisaku
- 2005-2009 : Esprits criminels (Criminal Minds) de Jeff Davis

#### Téléfilms
- 1993 : Lifepod de Ron Silver
- 1998 : Houdini de Pen Densham (musique de Don Harper) (thème principal)
- 2006 : A House Divided de Michael Rymer
- 2011 : The Templar Code de Austin Anthofer et Daniel Kult (documentaire)

### Courts métrages
- 2003 : Early Bloomer de Kevin Johnson
- 2006 : Walt Disney Pictures (cocompositeur avec Leigh Harline) (musique du logo)

### Longs métrages
- 1994 : L'Irrésistible North (North) de Rob Reiner : Florentino I'ours polaire (voix)

## Distinctions

### Récompenses
- BMI Film & TV Awards
  - 1995 : Bad Boys & Speed
  - 1997 : Twister
  - 1998 : Con Air
  - 2000 : Tarzan
  - 2002 :Training Day
  - 2004 :Brother Bear
- 2000 : Grammy Awards -Tarzan
- 2006 : DVD Exclusive Awards -Tarzan II

### Nominations
- 2004 : Annie Awards -Brother Bear (2003)
- 2008 : Saturn Award, -August Rush (2007)